# Miloš Veljković
Miloš Veljković (Kirin Serbia: Милош Вељковић, phát âm [mǐloʃ ʋěːʎkoʋitɕ]; sinh ngày 26 tháng 9 năm 1995) là một cầu thủ bóng đá thi đấu ở vị trí trung vệ cho câu lạc bộ Werder Bremen. Sinh ra ở Thụy Sĩ, anh ấy đại diện cho Serbia ở cấp độ quốc tế.

## Thống kê sự nghiệp

### Câu lạc bộ
Tính đến 12 tháng 11 năm 2023
| Club                     | Season       | League         | League | League | National cup | National cup | Europe | Europe | Other | Other | Total | Total |
| Club                     | Season       | Division       | Apps   | Goals  | Apps         | Goals        | Apps   | Goals  | Apps  | Goals | Apps  | Goals |
| ------------------------ | ------------ | -------------- | ------ | ------ | ------------ | ------------ | ------ | ------ | ----- | ----- | ----- | ----- |
| Tottenham Hotspur        | 2013–14      | Premier League | 2      | 0      | 0            | 0            | 0      | 0      | 0     | 0     | 2     | 0     |
| Tottenham Hotspur        | 2014–15      | Premier League | 0      | 0      | 0            | 0            | 1      | 0      | 0     | 0     | 1     | 0     |
| Tottenham Hotspur        | Total        | Total          | 2      | 0      | 0            | 0            | 1      | 0      | 0     | 0     | 3     | 0     |
| Middlesbrough (loan)     | 2014–15      | Championship   | 3      | 0      | 1            | 0            | –      | –      | 0     | 0     | 4     | 0     |
| Charlton Athletic (loan) | 2014–15      | Championship   | 3      | 0      | 0            | 0            | –      | –      | 0     | 0     | 3     | 0     |
| Werder Bremen II         | 2015–16      | 3. Liga        | 5      | 0      | –            | –            | –      | –      | –     | –     | 5     | 0     |
| Werder Bremen II         | 2016–17      | 3. Liga        | 3      | 0      | –            | –            | –      | –      | –     | –     | 3     | 0     |
| Werder Bremen II         | Total        | Total          | 8      | 0      | –            | –            | –      | –      | –     | –     | 8     | 0     |
| Werder Bremen            | 2015–16      | Bundesliga     | 3      | 0      | 1            | 0            | –      | –      | –     | –     | 4     | 0     |
| Werder Bremen            | 2016–17      | Bundesliga     | 26     | 0      | 0            | 0            | –      | –      | –     | –     | 26    | 0     |
| Werder Bremen            | 2017–18      | Bundesliga     | 30     | 1      | 4            | 1            | –      | –      | –     | –     | 34    | 2     |
| Werder Bremen            | 2018–19      | Bundesliga     | 23     | 1      | 3            | 0            | –      | –      | –     | –     | 26    | 1     |
| Werder Bremen            | 2019–20      | Bundesliga     | 24     | 0      | 2            | 0            | –      | –      | 2     | 0     | 28    | 0     |
| Werder Bremen            | 2020–21      | Bundesliga     | 23     | 0      | 3            | 0            | –      | –      | –     | –     | 26    | 0     |
| Werder Bremen            | 2021–22      | 2. Bundesliga  | 26     | 1      | 0            | 0            | –      | –      | –     | –     | 26    | 1     |
| Werder Bremen            | 2022–23      | Bundesliga     | 29     | 1      | 2            | 0            | –      | –      | –     | –     | 31    | 1     |
| Werder Bremen            | 2023–24      | Bundesliga     | 9      | 1      | 0            | 0            | –      | –      | –     | –     | 9     | 1     |
| Werder Bremen            | Total        | Total          | 194    | 5      | 15           | 1            | –      | –      | 2     | 0     | 211   | 6     |
| Career total             | Career total | Career total   | 209    | 5      | 16           | 1            | 1      | 0      | 2     | 0     | 228   | 6     |

1. ↑  Includes FA Cup, DFB-Pokal
2. ↑  Appearances in Bundesliga relegation play-offs

### Quốc tế
Tính đến 19 tháng 11 năm 2023
| Đội tuyển quốc gia | Năm       | Trận | Bàn |
| ------------------ | --------- | ---- | --- |
| Serbia             | 2017      | 2    | 0   |
| Serbia             | 2018      | 7    | 0   |
| Serbia             | 2019      | 0    | 0   |
| Serbia             | 2020      | 0    | 0   |
| Serbia             | 2021      | 6    | 0   |
| Serbia             | 2022      | 9    | 0   |
| Serbia             | 2023      | 5    | 1   |
| Tổng cộng          | Tổng cộng | 29   | 1   |

Bàn thắng và kết quả của Serbia được để trước.
| # | Ngày                 | Địa điểm                                | Số trận | Đối thủ  | Bàn thắng | Kết quả | Giải đấu                 |
| - | -------------------- | --------------------------------------- | ------- | -------- | --------- | ------- | ------------------------ |
| 1 | 19 tháng 11 năm 2023 | Sân vận động Dubočica, Leskovac, Serbia | 29      | Bulgaria | 1–0       | 2–2     | Vòng loại UEFA Euro 2024 |